# Arrondissement Pontoise
Das Arrondissement Pontoise ist eine Verwaltungseinheit des französischen Départements Val-d’Oise innerhalb der Region Île-de-France. Verwaltungssitz (Präfektur) ist Pontoise.

## Wahlkreise
Im Arrondissement liegen sieben Wahlkreise (Kantone):
- Kanton Cergy-1
- Kanton Cergy-2
- Kanton Domont (mit zwei von elf Gemeinden)
- Kanton L’Isle-Adam (mit 14 von 15 Gemeinden)
- Kanton Pontoise
- Kanton Saint-Ouen-l’Aumône (mit elf von zwölf Gemeinden)
- Kanton Vauréal

## Gemeinden
Die Gemeinden des Arrondissements Pontoise sind:
| 1. Ableiges (95002)              | 2. Aincourt (95008)             | 3. Ambleville (95011)             | 4. Amenucourt (95012)            |
| 5. Arronville (95023)            | 6. Arthies (95024)              | 7. Auvers-sur-Oise (95039)        | 8. Avernes (95040)               |
| 9. Banthelu (95046)              | 10. Beaumont-sur-Oise (95052)   | 11. Le Bellay-en-Vexin (95054)    | 12. Bernes-sur-Oise (95058)      |
| 13. Berville (95059)             | 14. Béthemont-la-Forêt (95061)  | 15. Boisemont (95074)             | 16. Boissy-l’Aillerie (95078)    |
| 17. Bray-et-Lû (95101)           | 18. Bréançon (95102)            | 19. Brignancourt (95110)          | 20. Bruyères-sur-Oise (95116)    |
| 21. Buhy (95119)                 | 22. Butry-sur-Oise (95120)      | 23. Cergy (95127)                 | 24. Champagne-sur-Oise (95134)   |
| 25. La Chapelle-en-Vexin (95139) | 26. Charmont (95141)            | 27. Chars (95142)                 | 28. Chaussy (95150)              |
| 29. Chauvry (95151)              | 30. Chérence (95157)            | 31. Cléry-en-Vexin (95166)        | 32. Commeny (95169)              |
| 33. Condécourt (95170)           | 34. Cormeilles-en-Vexin (95177) | 35. Courcelles-sur-Viosne (95181) | 36. Courdimanche (95183)         |
| 37. Ennery (95211)               | 38. Épiais-Rhus (95213)         | 39. Éragny (95218)                | 40. Frémainville (95253)         |
| 41. Frémécourt (95254)           | 42. Frouville (95258)           | 43. Genainville (95270)           | 44. Génicourt (95271)            |
| 45. Grisy-les-Plâtres (95287)    | 46. Guiry-en-Vexin (95295)      | 47. Haravilliers (95298)          | 48. Haute-Isle (95301)           |
| 49. Le Heaulme (95303)           | 50. Hédouville (95304)          | 51. Hérouville-en-Vexin (95308)   | 52. Hodent (95309)               |
| 53. L’Isle-Adam (95313)          | 54. Jouy-le-Moutier (95323)     | 55. Labbeville (95328)            | 56. Livilliers (95341)           |
| 57. Longuesse (95348)            | 58. Magny-en-Vexin (95355)      | 59. Marines (95370)               | 60. Maudétour-en-Vexin (95379)   |
| 61. Menouville (95387)           | 62. Menucourt (95388)           | 63. Mériel (95392)                | 64. Méry-sur-Oise (95394)        |
| 65. Montgeroult (95422)          | 66. Montreuil-sur-Epte (95429)  | 67. Mours (95436)                 | 68. Moussy (95438)               |
| 69. Nerville-la-Forêt (95445)    | 70. Nesles-la-Vallée (95446)    | 71. Neuilly-en-Vexin (95447)      | 72. Neuville-sur-Oise (95450)    |
| 73. Nointel (95452)              | 74. Noisy-sur-Oise (95456)      | 75. Nucourt (95459)               | 76. Omerville (95462)            |
| 77. Osny (95476)                 | 78. Parmain (95480)             | 79. Le Perchay (95483)            | 80. Persan (95487)               |
| 81. Pontoise (95500)             | 82. Presles (95504)             | 83. Puiseux-Pontoise (95510)      | 84. La Roche-Guyon (95523)       |
| 85. Ronquerolles (95529)         | 86. Sagy (95535)                | 87. Saint-Clair-sur-Epte (95541)  | 88. Saint-Cyr-en-Arthies (95543) |
| 89. Saint-Gervais (95554)        | 90. Saint-Ouen-l’Aumône (95572) | 91. Santeuil (95584)              | 92. Seraincourt (95592)          |
| 93. Théméricourt (95610)         | 94. Theuville (95611)           | 95. Us (95625)                    | 96. Vallangoujard (95627)        |
| 97. Valmondois (95628)           | 98. Vauréal (95637)             | 99. Vétheuil (95651)              | 100. Vienne-en-Arthies (95656)   |
| 101. Vigny (95658)               | 102. Villers-en-Arthies (95676) | 103. Villiers-Adam (95678)        | 104. Wy-dit-Joli-Village (95690) |

## Ehemalige Gemeinden seit der landesweiten Neuordnung der Kantone
bis 2023: Gouzangrez, Commeny
bis 2017: Gadancourt, Avernes

## Neuordnung der Arrondissements 2017

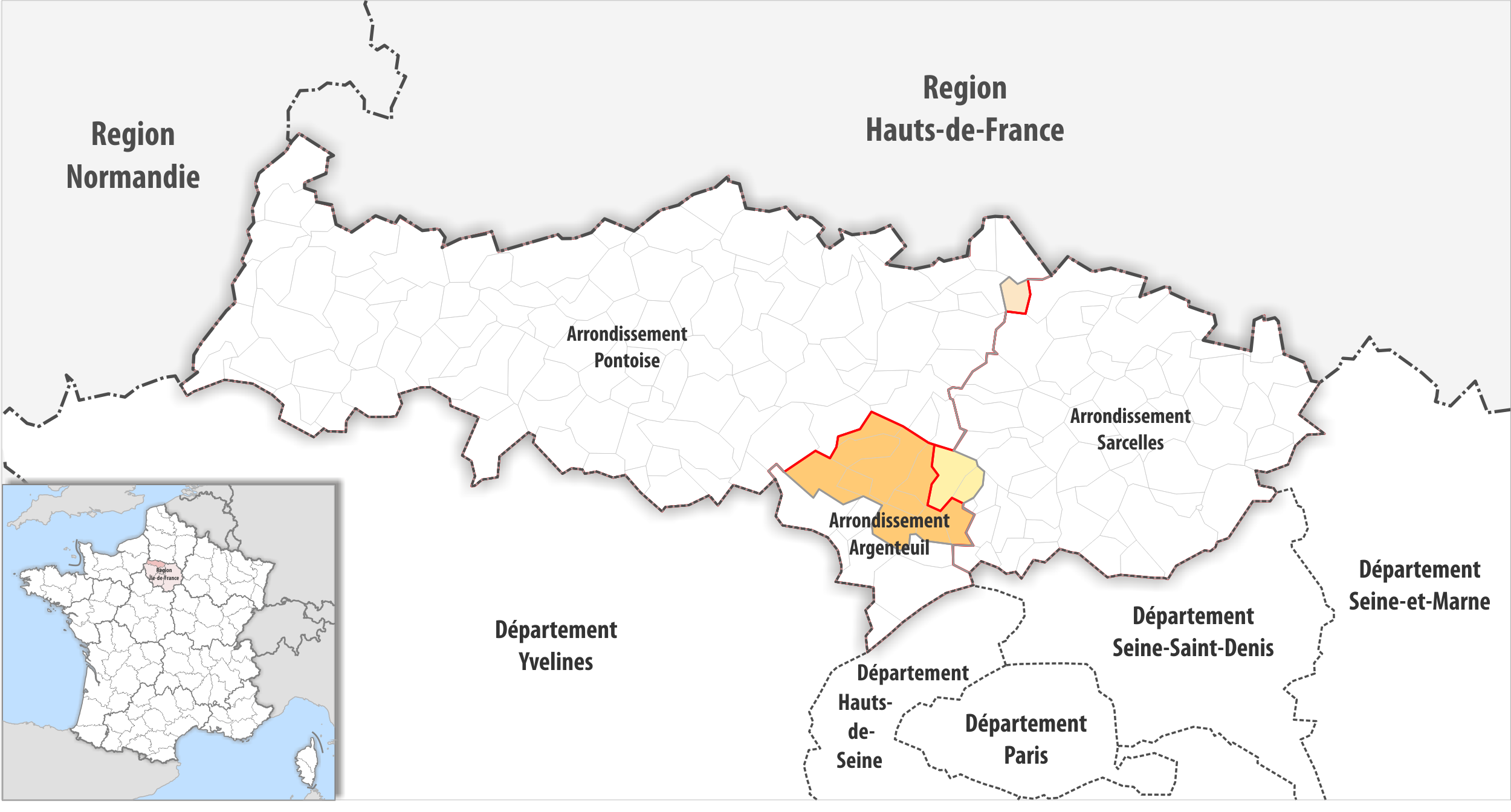
Arrondissementsanpassungen im Jahr 2017

Durch die Neuordnung der Arrondissements im Jahr 2017 wurde aus dem Arrondissement Pontoise die Fläche der zehn Gemeinden Beauchamp, Bessancourt, Eaubonne, Ermont, Franconville, Frépillon, Pierrelaye, Le Plessis-Bouchard, Saint-Leu-la-Forêt und Taverny dem Arrondissement Argenteuil und die Fläche der zwei Gemeinden Montlignon und Saint-Prix dem Arrondissement Sarcelles zugewiesen.
Dafür wechselte die Fläche der Gemeinde Noisy-sur-Oise aus dem Arrondissement Sarcelles zum Arrondissement Pontoise.